# Морзий I
Морзий I (лат. Morzi) — правитель Пафлагонии во II веке до н. э.

## Биография
Согласно свидетельству Тита Ливия, воины Морзия приняли участие в столкновении римлян, возглавленных консулом Гнеем Манлием Вульсоном, при поддержке сил пергамцев, с галатами. В битве у горы Магаба, произошедшей в 189 году до н. э., вспомогательные отряды Морзия вместе с каппадокийцами Ариарата IV — около четырёх тысяч человек — находились на левом фланге галльского войска. Римская армия в этом сражении одержала решительную победу.
В войне Понтийского царства с объединёнными силами малоазийских династов в 183—179 годах до н. э. Морзий занял сторону последних. Как указал Полибий, по условиям мирного договора, заключенного в 179 году до н. э., потерпевший поражение царь Понта Фарнак I обязался вывести свои гарнизоны из Пафлагонии, возвратить Морзию всё захваченное ранее имущество и выселенных жителей, а также помимо передачи отнятых денежных ценностей выплатить несколько сотен талантов.
Страбон отмечал, что столицей государства Морзия были Гангры — «маленький город и вместе с тем укрепление».